# Amalia Ravnos
Amalia Ravnos, född 22 juni 1871, död okänt år, var en svensk-amerikansk målare.
Hon var dotter till smeden Peter Norder vid Forsbacka bruk i Dalsland och från 1902 gift med fotografen Ole Ravnos. Hon kom i unga år tillsammans med sin far till Minnesota i Amerika för att sedermera flytta till Denver i Colorado och därefter till Turlock i Kalifornien. Hon studerade konst i Amerika och kom att måla ett stort antal oljefärgstavlor. Ravnos är representerad med ett porträtt av David Hanson Wade vid Colorados State Historical Museum i Denver. 